# كارولين هاروود
كارولين إس.هاروود (بالإنجليزية: Caroline Harwood)‏ عالمة ميكروبيولوجيا أمريكية أنتخبت في الأكاديمية الوطنية للعلوم في عام 2009. هي أستاذة البروفيسور جيرالد ولين غرينشتاين في علم الأحياء الدقيقة ونائب عميد مشارك للأبحاث في كلية الطب بجامعة واشنطن.

## التعليم
قامت هاروود بحضور أكاديمية كونكورد، وهي مدرسة ثانوية للبنات في كونكورد، ماساتشوستس. درست في كلية كولبي بولاية مين، ثم حصلت على درجة الماجستير في علم الأحياء من جامعة بوسطن. درست تحت إشراف إركول كانال-بارولا في جامعة ماساتشوستس في أمهرست، حيث حصلت على درجة الدكتوراه في علم الأحياء الدقيقة. أنهت دراسات مابعد الدكتوراه في جامعة ييل.

## التدريس
شغلت هاروود منصبًا أكاديميًا في جامعة كورنيل، وكانت أستاذة علم الأحياء الدقيقة بجامعة أيوا من عام 1988 حتى عام 2004. وتقوم بالتدريس منذ عام 2005 في جامعة واشنطن.

## الأبحاث
تشمل موضوعات بحثها شبكات التمثيل الغذائي، والإشارات البكتيرية، وإنتاج الطاقة الحيوية. وقد أثبتت هاوورد أن بكتيريا التربة تقوم بتقويض بعض أصعب المركبات الموجودة في الطبيعة، مثل مكونات ومركبات اللجنين التي تسبب التلوث. وكانت ايضًا رئيسة المشروع الذي كشف عن تسلسل جينوم Rhodopseudomonas palustris، وهي بكتيريا تقوم بعملية التركيب الضوئي، القابل للتغاير الغذائي وإنتاج الهيدروجين
في يناير 2018، كانت هاروود هي المؤلف الرئيسي في مقال نُشر في مجلة ناتشور ميكروبولجي يصف اكتشاف مسلك إنزيمي غير معروف سابقًا للإنتاج البيولوجي الطبيعي للميثان.

## العضويات المنتخبة
هاروود عضو منتخب في الأكاديمية الوطنية للعلوم، والجمعية الأمريكية لتقدم العلوم والأكاديمية الأمريكية لعلم الأحياء الدقيقة.

## الجوائز
في عام 2010، حصلت هاوورد على جائزة بروكتر أند غامبل في علم الأحياء الدقيقة التطبيقي والبيئي.